# Горбійчук Михайло Іванович
Михайло Іванович Горбійчук (нар. 15 липня 1944, с. Сокирчин, Тлумацький район, Івано-Франківська область) — український науковець, доктор технічних наук, професор, завідувач кафедри комп'ютерних систем та мереж Івано-Франківського національного технічного університету нафти і газу. Коло наукових інтересів — нечітке керування складними технічними системами. Фахівець в галузі систем та процесів керування.

## Біографія
Народився 15 липня 1944 року в с. Сокирчин, Тлумацького району, Івано-Франківської області.
Навчався у 1961—1966 роках у Львівському ордена Леніна Політехнічному інституті за спеціальністю «Автоматизація та комплексна механізація хіміко-технологічних процесів». Рішенням державної екзаменаційної комісії від 24 грудня 1966 року йому присвоєна кваліфікація інженера-електромеханіка з автоматизації.
З 1966 року працює в Івано-Франківському національному технічному університеті нафти та газу. 
З 2000 року – професор кафедри автоматизації технологічних процесів і моніторингу в екології. 
З 2004 року – завідувач кафедри комп'ютерних систем і мереж. 

## Наукові досягнення
1982 року захистив кандидатську дисертацію.
У 1984 році отримав вчене звання доцента.
2000 рік - доктор технічних наук, диплом ДД № 001355. Захистив докторську дисертацію на тему «Адаптивне управління процесом буріння глибоких свердловин».
2002 рік — професор (атестат ПР № 001465).
Автор 184 друкованих праць з них 5 навчальних посібників, підручників та одна монографія. Досліджує проблеми оптимал. керування технол. процесами у нафт. та газовій пром-стях, зокрема буріння і транспортування газу.

## Наукові праці
- Моделювання об'єктів та систем керування в нафтовій та газовій промисловості: В 3-х ч.: Навч. посіб. Ів.-Ф., 1999;

- Математичне моделювання на ЕОМ технологічних об'єктів: Навч. посіб. Ів.-Ф., 2001;

- Адаптивна система керування процесом буріння глибоких свердловин // Нафт. і газова пром-сть. 2002. № 3 (співавт.);

- Нейрообчислювачі параметрів нагнітачів природного газу // Там само. 2002. № 5 (співавт.).[1]